# Лузин, Геннадий Павлович
Генна́дий Па́влович Лу́зин (4 апреля 1936, Миасс — 25 января 2000, Мурманская область) — советский и российский экономист, член-корреспондент РАН (1997), депутат Государственной думы РФ (1999).

## Биография
Окончил Миасский геологоразведочный техникум (1955) и Ленинградский горный институт (1964).
В 1955—1977 годах работал в организациях горной промышленности в Свердловской, Челябинской, Оренбургской области и Москве в должностях от рабочего до главного инженера Всесоюзного объединения Мингео СССР. С 1975 года — кандидат геолого-минералогических наук, тема диссертации — промышленная оценка месторождений с дискретным оруденением. В 1977—1986 годах работал в Секретариате СЭВ и в Международном институте экономических проблем СЭВ. С 1986 года — директор Института экономических проблем Кольского научного центра АН СССР.
Депутат Государственной думы РФ, зам. председателя Комитета по науке и образованию (1999—2000). Доктор экономических наук («Проблемы перестройки системы управления сотрудничеством в условиях интенсификации экономик стран-членов СЭВ», 1987). Член-корреспондент РАН (1997). Действительный член Нью-Йоркской Академии. Организатор Кольского филиала С-Петербургской инженерно-экономической академии.
Автор более 200 научных работ, в том числе 20 книг.
Погиб в автомобильной катастрофе в Мурманской области. Похоронен в Москве на Троекуровском кладбище.

## Признание
- Государственная премия СССР (1973)
- заслуженный деятель науки РФ
- орден «Знак Почёта»
- медали
- Серебряная медаль имени П. Л. Капицы.

## Сочинения
- Районирование Севера России, 1993;
- Социальная рыночная экономика: вопросы теории, 1994;
- Северный морской путь и рыночная экономика: новые возможности для развития, 1995;
- Организационный и экономический механизмы северного завоза, 1996;
- Хозяйственные системы Севера в национальной экономике, 1997; и др.